# Distrito de Northwest Arctic
O Distrito de Northwest Arctic é um dos 18 distritos organizados do Estado americano do Alasca. É um distrito organizado, ou seja, que possui o poder e o dever de fornecer certos serviços públicos aos seus habitantes. Sua sede de distrito é Kotzebue. Possui uma área de 105 573 km², uma população de 7,208 habitantes e uma densidade demográfica de cerca de 0,07 hab/km². O distrito foi criado em 2 de junho de 1986.